# 대순 (당)
대순(大順, 890년 ~ 892년 1월)은 당나라(唐) 소종(昭宗) 이엽(李曄)의 두번째 연호이다. 2년 1개월 동안 사용하였다.

## 개원
- 용기(龍紀) 2년 1월 1일[1](890년 1월 25일)에 연호를 대순(大順)으로 개원함.[2][3][4][5]

- 대순(大順) 3년 1월 21일[6](892년 2월 22일)에 연호를 경복(景福)으로 개원함.[2][3][7][5][8]

## 연대 대조표
| 대순       | 원년       | 2년        | 3년        |
| 서기(西紀) | 890년      | 891년      | 892년      |
| 간지(干支) | 경술(庚戌) | 신해(辛亥) | 임자(壬子) |

## 동시대 연호

### 중국
남조(南詔)
- 차야(嵯耶) (889년 ~ 897년)

### 일본
- 간표(寬平) (889년 ~ 898년)

## 같이 보기
- 다른 왕조의 같은 연호
  - 서(西) 대순(大順, 1644년 ~ 1647년)

- 중국의 연호 목록